# Водоприбор
«Водоприбор» — московский литейно-механический завод. Занимается выпуском счётчиков воды, тепла и запорной арматуры. В 2012 году основные мощности завода были перенесены в Калужскую область.

## Описание

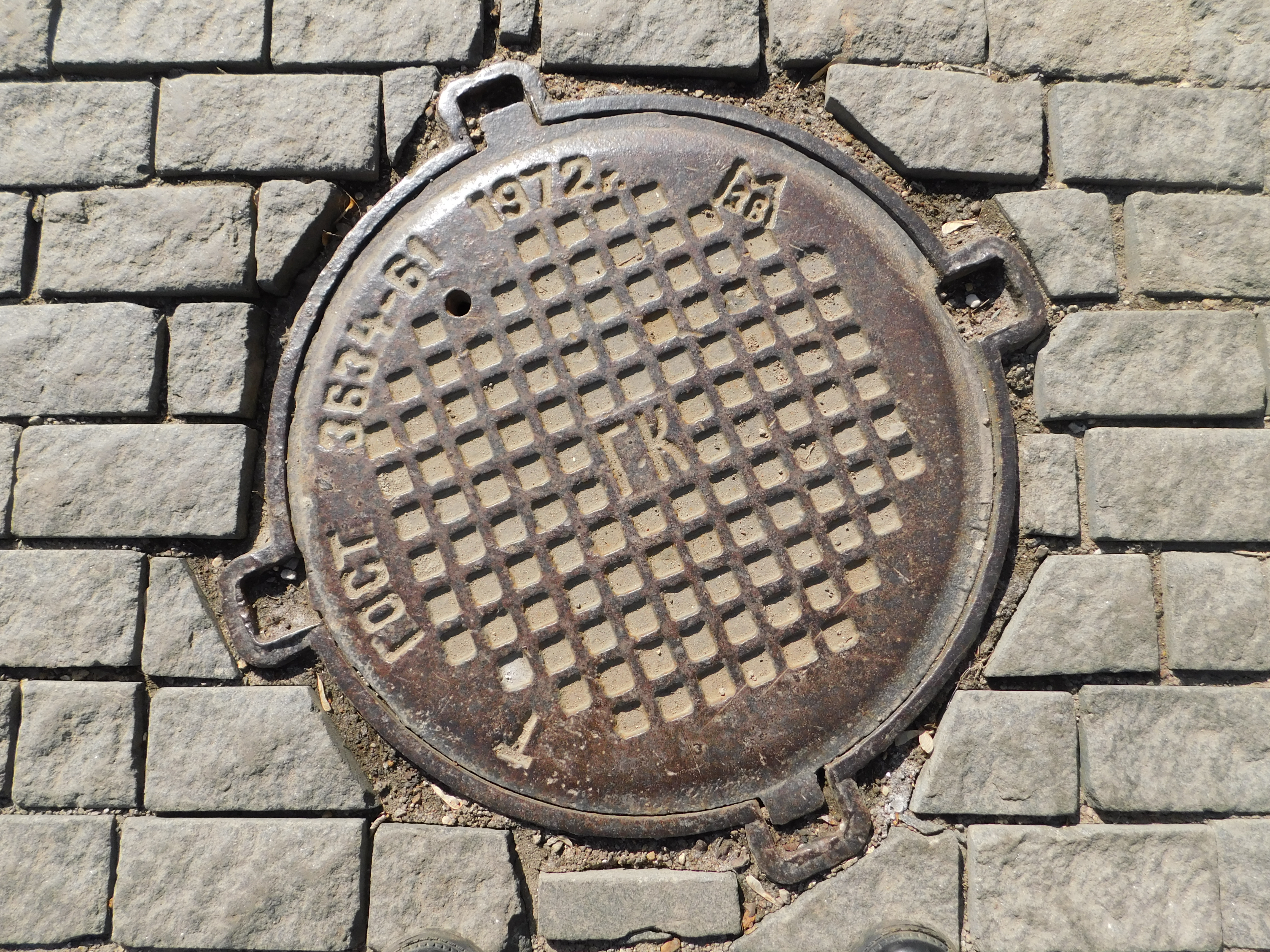
Созданный на предприятии люк

Предприятие было основано в 1892 году как ремонтные мастерские при Алексеевской насосной станции. После Октябрьской революции это были главные ремонтные мастерские московского водопровода, с 1933 — Объединение ремонтно-механического завода и насосной станции, с 1938 — завод «Водоприбор». В 1-ю пятилетку завод производил различное оборудование для московского водопровода: детали для ремонтных работ, пожарные краны, водомеры, задвижки, водоразборные колонки. Во время Великой Отечественной войны завод выпускал военную продукцию.
В 1983 году завод «Водоприбор» первым в стране начал выпуск задвижек с гуммированным клином. Отличительной характеристикой этой детали является автономность, большой срок службы и герметичность.
В начале 2005 года завод прошёл сертификацию по системе менеджмента качества ISO 9001. «Водоприбор» осуществляет полный цикл производства: от создания проектно-конструкторской документации до монтирования водомерных узлов, противопожарных систем непосредственно на местах.
В 2011 году завод наладил массовое производство приборов квартирного учёта воды.
В начале XXI века основным направлениями работы завода является широкомасштабный выпуск продукции для потребностей жилищно-коммунального хозяйства столицы, промышленности и строительства. С 2016 года предприятием руководит генеральный директор А. С. Кряжев.
В данный момент, кроме выпуска задвижек МЗВ, «Водоприбор» начал выпуск современных задвижек из высокопрочного чугуна с обрезиненным клином типа ЗВК. Технические характеристики этих задвижек обладают рядом преимуществ. В частности, в процессе гуммирования клина используется антибактериальная резина, намного понижены крутящие моменты, срок службы не меньше 2500 тысяч циклов. 
В данный момент завод планирует начать производство двухэксцентриковых затворов.